# Contenuto cellulare medio di emoglobina
Il contenuto cellulare medio di emoglobina, in inglese mean corpuscular hemoglobin o mean cell hemoglobin (da cui l'acronimo MCH), è la massa media di emoglobina per ogni singolo eritrocita in un campionamento di sangue. È un parametro che viene dall'esame emocromocitometrico e risulta diminuito nell'anemia ipocromica.
Può essere calcolando dividendo la massa totale di emoglobina per il numero di globuli rossi presenti in un determinato volume di sangue:
{\displaystyle MCH\ (pg)={\frac {Hb\ (g/L)}{{\text{Eritrociti }}(10^{12}/L)}}}
Negli esseri umani il suo valore normale è compreso tra 27 e 31 pg/cellula. Per la conversione secondo il SI si considera 1 pg di emoglobina pari a 0.06207 femtomoli (il valore normale è pertanto compreso tra 1.68 e 1.92 fmol/cellula.